# Proales segnis
Proales segnis är en hjuldjursart som beskrevs av Myers 1938. Proales segnis ingår i släktet Proales och familjen Proalidae. Inga underarter finns listade i Catalogue of Life.